# Grosrouvres
Grosrouvres ist eine französische Gemeinde mit 52 Einwohnern (Stand: 1. Januar 2022) im Département Meurthe-et-Moselle in der Region Grand Est (vor 2016: Lothringen). Sie gehört zum Arrondissement Toul und zum Kanton Le Nord-Toulois. 

## Geografie
Grosrouvres liegt etwa 32 Kilometer nordwestlich von Nancy. Umgeben wird Grosrouvres von den Nachbargemeinden Bernécourt im Norden, Noviant-aux-Prés im Nordosten und Osten, Minorville im Osten und Südosten, Ansauville im Süden sowie Hamonville im Westen. 

## Bevölkerungsentwicklung
| Jahr                       | 1962 | 1968 | 1975 | 1982 | 1990 | 1999 | 2006 | 2019 |
| Einwohner                  | 55   | 58   | 53   | 44   | 51   | 46   | 51   | 57   |
| Quellen: Cassini und INSEE |      |      |      |      |      |      |      |      |

## Sehenswürdigkeiten
- Kirche Saint-Laurent aus dem 18. Jahrhundert

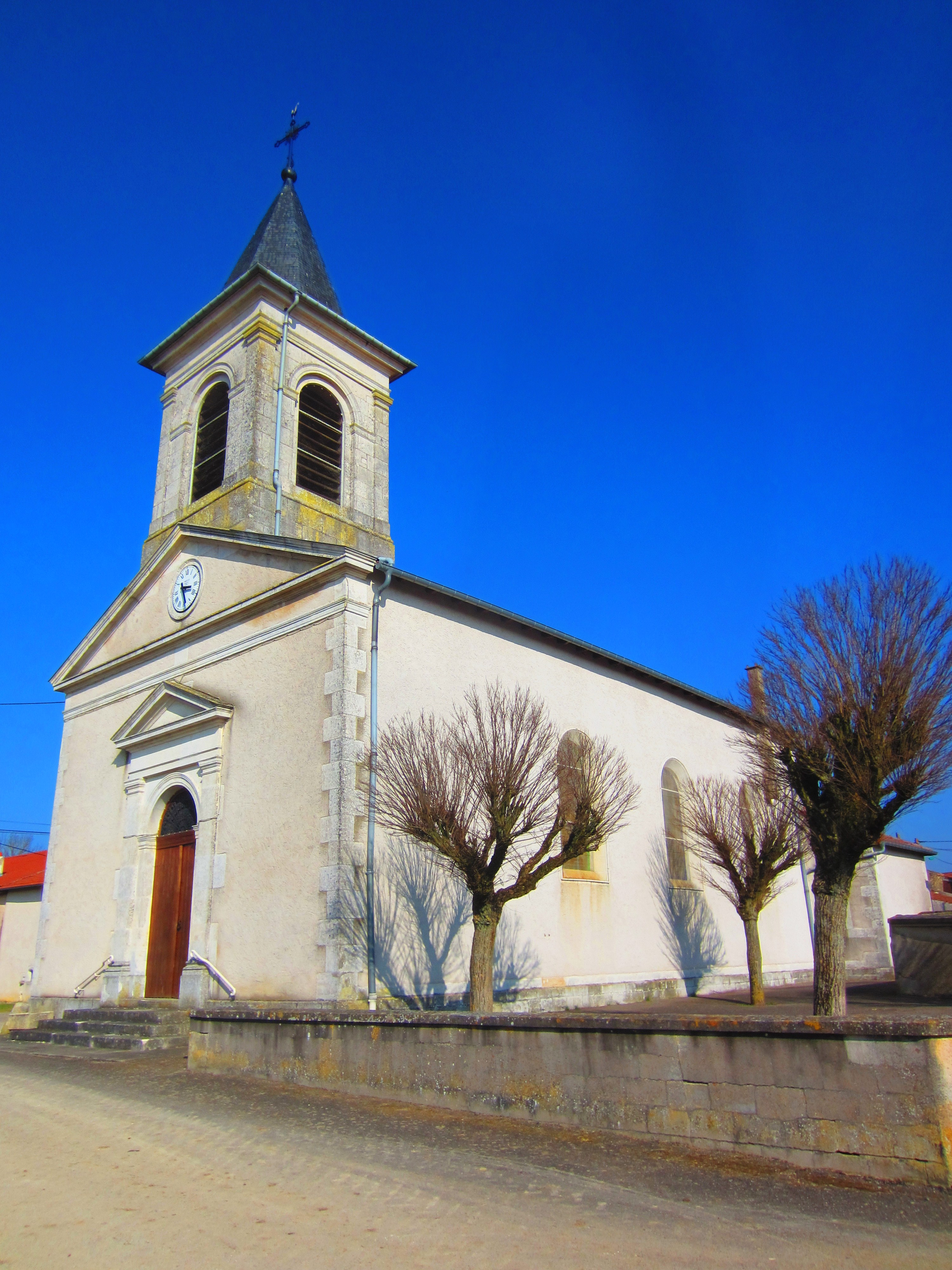
Kirche Saint-Laurent